# Tom Tits Experiment

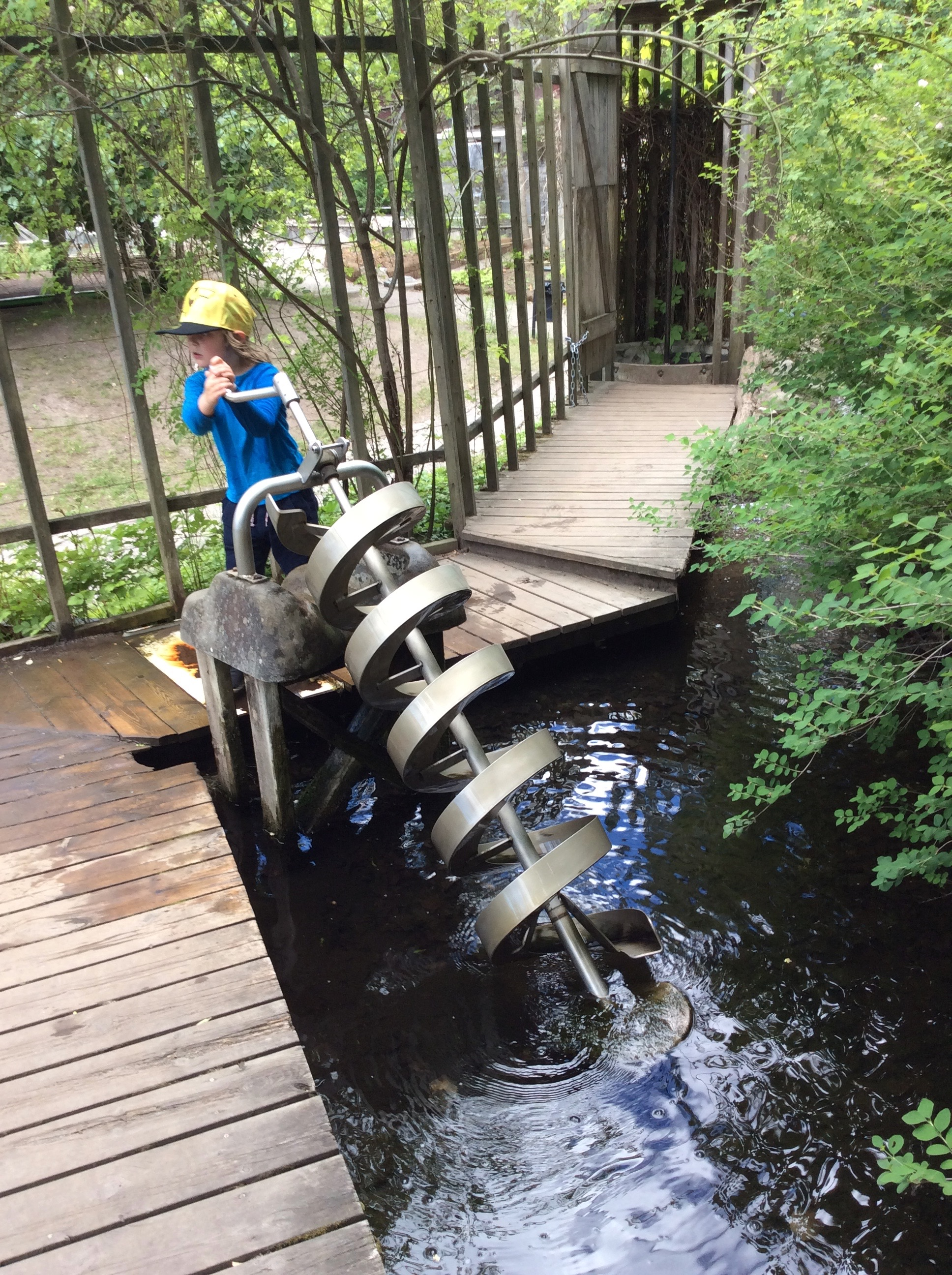
Arkimedes skruv

Tom Tits Experiment är ett vetenskapscentrum, ett vetenskapsmuseum på Storgatan i Södertälje i Södermanland och Stockholms län.

## Bakgrund
År 1985 höll Södertälje konsthall en utställning med vetenskapstema som baserades på boken Tom Tit – La Science Amusante av den franske ingenjören, läraren och författaren Arthur Good. Utställningen blev mycket populär, och förlängdes. Efter att utställningen flyttats till egna lokaler i byggnader på Storgatan som tidigare tillhört Svenska Centrifug blev Tom Tits Experiment ett permanent vetenskapscenter i Södertälje.

## Verksamhet
Museet upptar dels fyra våningar i Svenska Centrifugs tidigare industribyggnad på Storgatan, samt en stor säsongsöppen experimentpark i anslutning till fastigheten.
Tom Tits Experiment har en yta på 15 000 kvadratmeter och har utställningar och experiment på temana teknik, fysik, matematik, naturgeografi, biologi, människan och illusioner.
Inomhusdelen upptar omkring 6 000 kvadratmeter, och utomhusdelen 9 000 kvadratmeter. Totalt har anläggningen ca 500 experiment.
På plan 1 finns bland annat experiment med färger, såpbubblor, kulbana och hiss med block där man kan lyfta sig själv med egen muskelkraft. På plan 2 finns en spegellabyrint, experiment med vatten, och experiment där besökaren kan se sina egna rörelser på ett annorlunda sätt eller måla med kroppen. Plan 3 innehåller bland annat ett illusionsgalleri och det periodiska systemet. På plan 4 kan besökare testa sina sinnen. Det finns en helikopter som besökare kan prova att lyfta med muskelkraft, samt prova en cirka 40 meter lång rutschkana utformad som ett rör i spiral på utsidan av fastigheten.
I parken står en industrirobot som har utrustats med en tvåsitssoffa. Roboten är programmerad för fem olika åkturer och klarar 500 kg. I parken finns även åkattraktionen ”Självfallet” där man faller fritt från 15 meters höjd. Parken håller öppet på sommaren.

### Utbildning
Tom Tits driver en egen förskola med plats för ca 65 barn. Bolagets styrelse är förskolans huvudman. Tom Tits Experiment erbjuder kompetensutveckling för pedagoger i förskola och skola.

## Utmärkelser
- 2006: Luigi Micheletti Award.[5]
- 2013: Bästa Science Center, Barnsemesterpriset
- 2015: 1:a pris Stockholmarnas favoritmuseum, 1:a pris mest barnvänliga museum, 3:e pris bästa utställningar, 3:e pris starkaste varumärke, Evimetrix
- 2016: 1:a pris mest barnvänliga museum, Evimetrix
- 2017: 2:a pris mest barnvänliga museum, 3:e pris Stockholmarnas favoritmuseum, Evimetrix
- 2018: 1:a pris mest barnvänliga museum, 3:e pris bästa utställningar, 3:e pris Stockholmarnas favoritmuseum, Evimetrix
- 2024: 1:a pris Stockholmarnas favoritmuseum, 1:a pris Årets klättrare, 1:a pris Barnperspektivet, 2:a pris Bästa utställningar, 3:e pris Museet med det starkaste varumärket, Evimetrix

## VD
- Elin Lydahl 2015 – 2022[6]
- Pia Kronqvist 2024 – [7]

## Bildgalleri

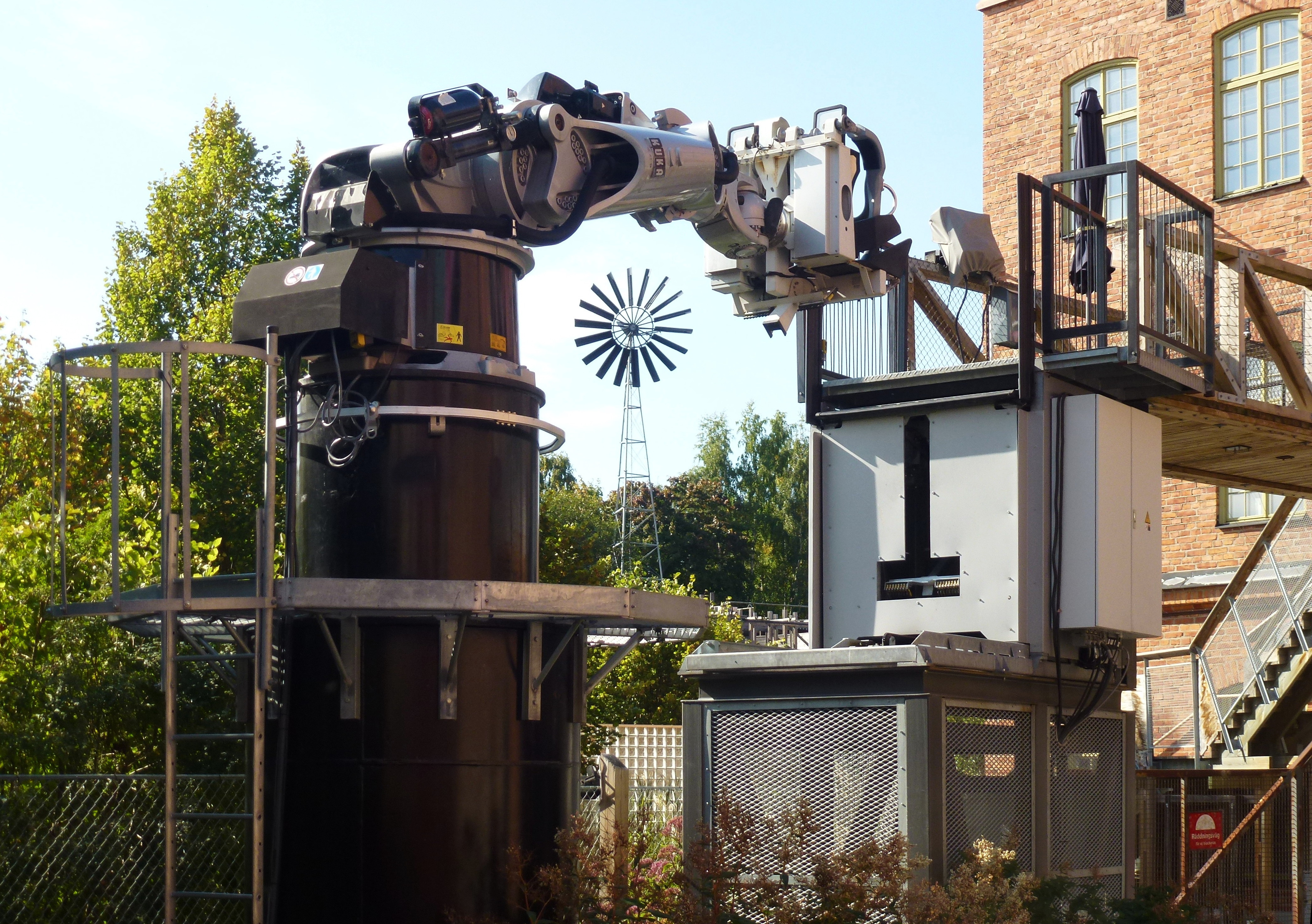
Industriroboten
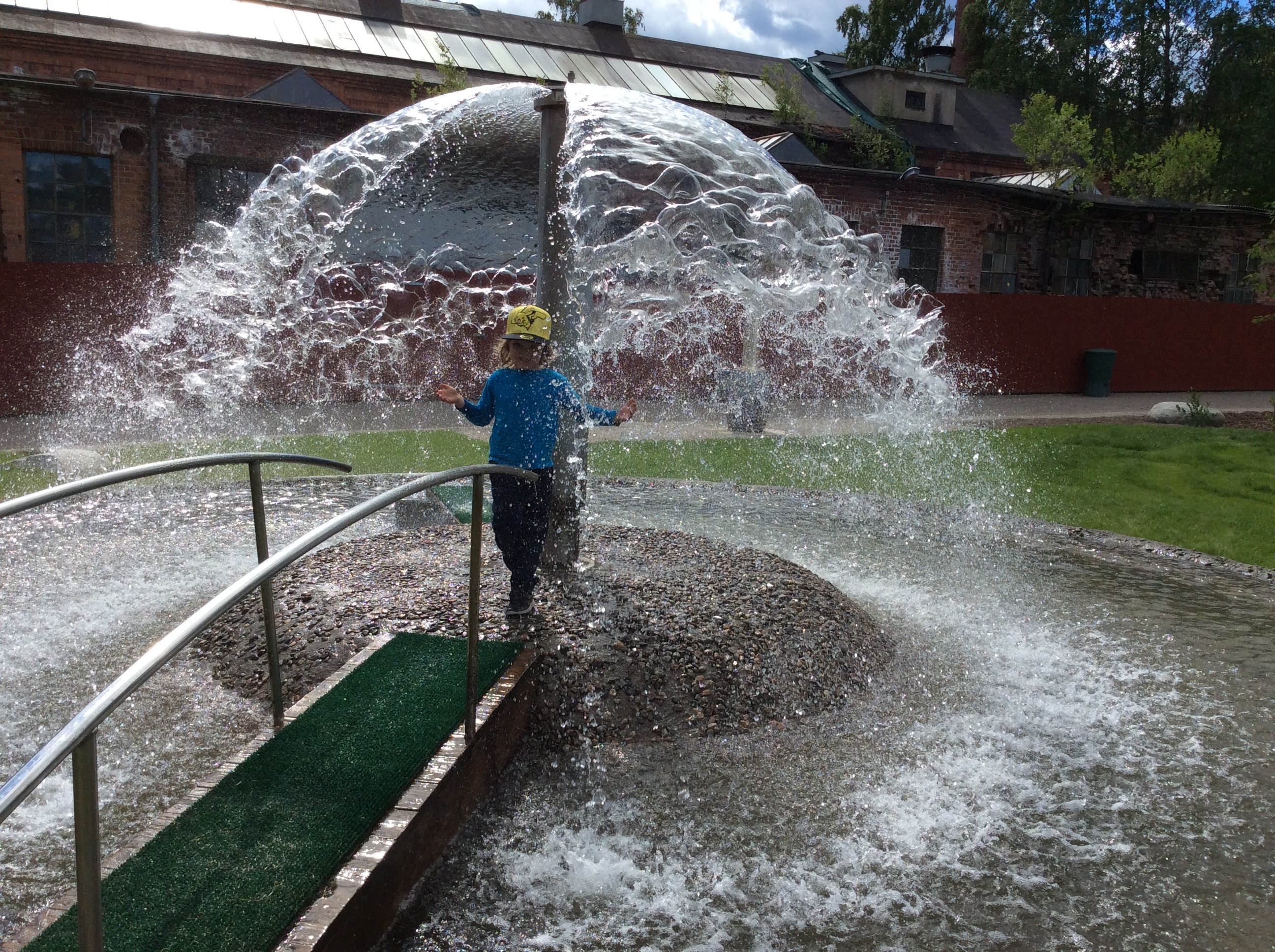
Fontän
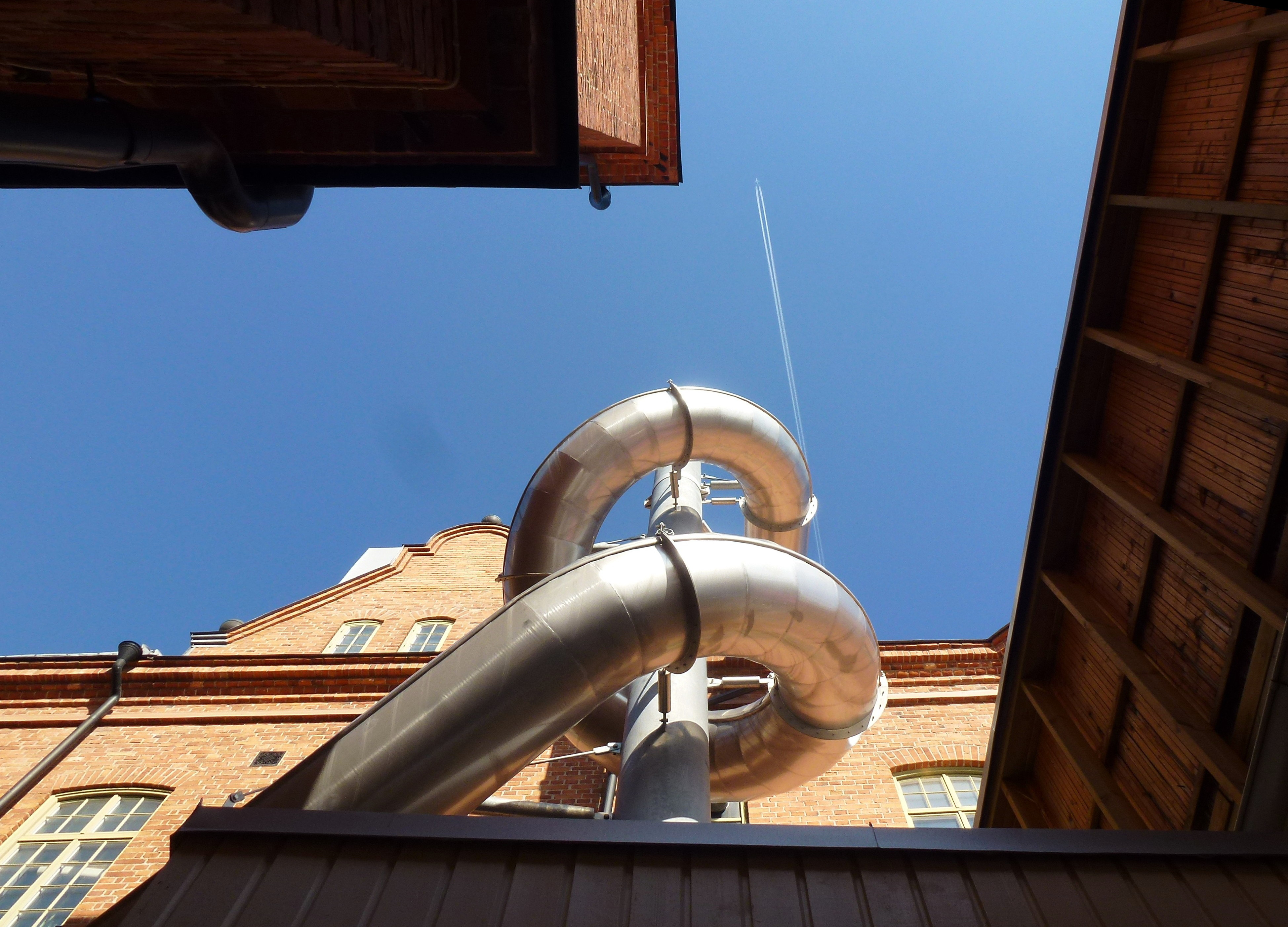
Rutschkanan
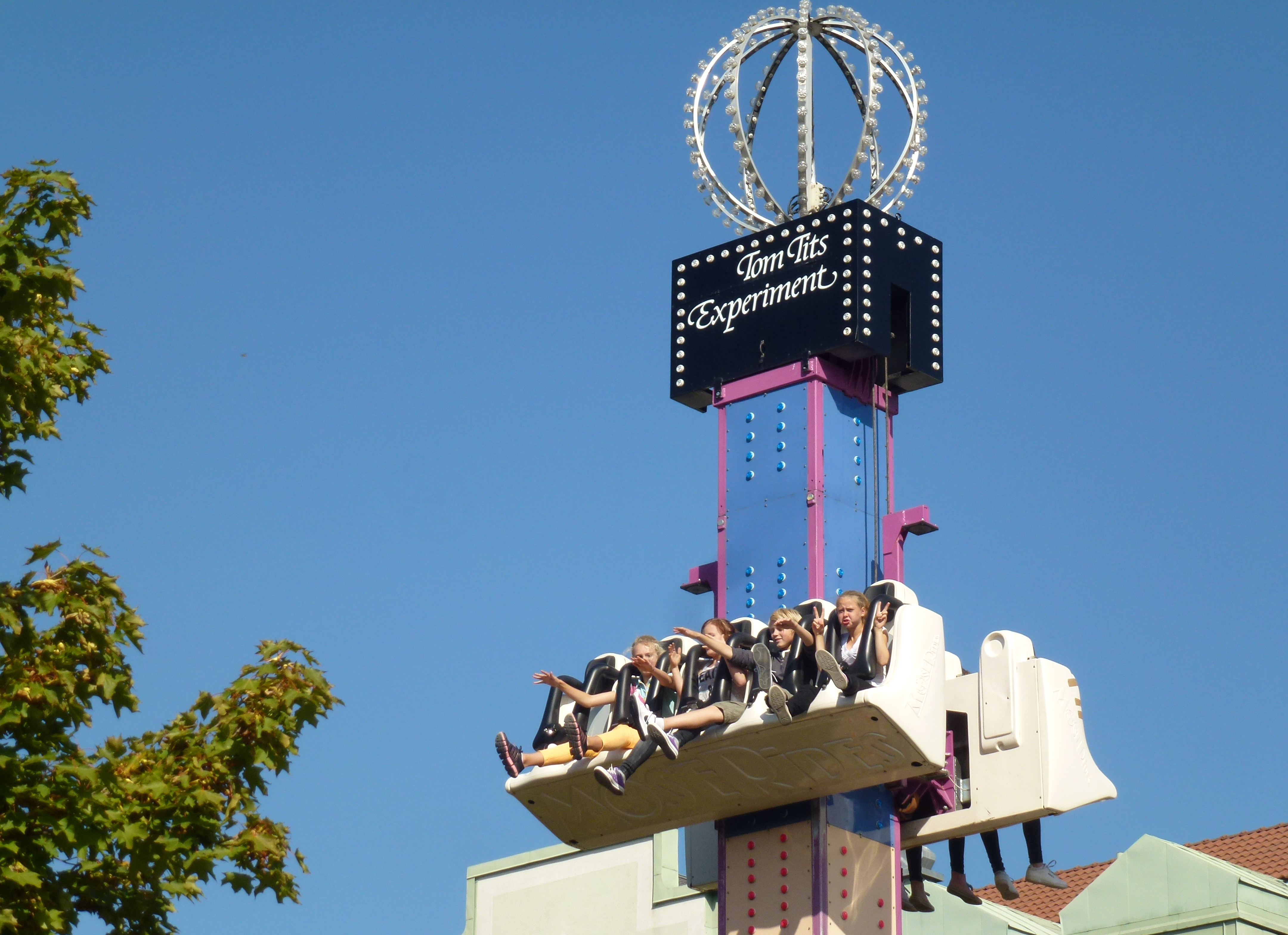
Självfallet